# Кіхеру-де-Сус
Кіхеру-де-Сус (рум. Chiheru de Sus) — село у повіті Муреш в Румунії. Входить до складу комуни Кіхеру-де-Жос.
Село розташоване на відстані 266 км на північ від Бухареста, 30 км на північний схід від Тиргу-Муреша, 99 км на схід від Клуж-Напоки, 126 км на північний захід від Брашова.

## Населення
За даними перепису населення 2002 року у селі проживали 392 особи.
Національний склад населення села:
| Національність | Кількість осіб | Відсоток |
| -------------- | -------------- | -------- |
| румуни         | 367            | 93,6%    |
| цигани         | 19             | 4,8%     |
| угорці         | 6              | 1,5%     |

Рідною мовою назвали:
| Мова      | Кількість осіб | Відсоток |
| --------- | -------------- | -------- |
| румунська | 380            | 96,9%    |
| циганська | 7              | 1,8%     |
| угорська  | 5              | 1,3%     |